# جان اف. کلی
جان فرنسیس کلی (انگلیسی: John F. Kelly؛ زادهٔ ۱۱ مهٔ ۱۹۵۰) از ۲۸ ژوئیه ۲۰۱۷ تا ۲ ژانویه ۲۰۱۹ به عنوان رئیس ستاد کارکنان کاخ سفید کار می‌کرد. او پیش از این از ۲۰ ژانویه ۲۰۱۷ پنجمین وزیر امنیت میهن ایالات متحده بوده‌است.

## سمت‌ها
جان کلی ژنرال بازنشسته سپاه تفنگداران دریایی ایالات متحده آمریکا و فرمانده سابق فرماندهی جنوبی ایالات متحده است. کلی پیشتر از فوریه ۲۰۰۸ تا فوریه ۲۰۰۹ به عنوان ژنرال فرمانده نیروی چند ملیتی در غرب عراق، و در اکتبر ۲۰۰۹ به عنوان فرمانده نیروهای ذخیره تفنگداران دریایی و تفنگداران دریایی شمال فعالیت کرد.
در ۷ دسامبر ۲۰۱۶، گزارش شد که رئیس‌جمهور منتخب دونالد ترامپ قصد دارد کلی را به عنوان پنجمین وزیر امنیت میهن ایالات متحده آمریکا نامزد کند. پس از آن وی در این سمت در کابینه دونالد ترامپ مشغول به کار شد.
در ژوئیه ۲۰۱۷ توسط دونالد ترامپ ریاست جمهوری آمریکا به سمت رئیس جدید کارکنان کاخ سفید برگزیده شد و ۲۸ ژوئیه سوگند یاد کرد. وی جایگزین راینس پریبس شد. ترامپ پس از مراسم ادای سوگند، کار در کاخ سفید را شغل پر چالشی عنوان کرد. ترامپ پس از مراسم ادای سوگند کلی گفت: «بدون شک ژنرال کلی به عنوان رئیس کارکنان کاخ سفید، کار فوق‌العاده‌ای انجام خواهد داد. او فردی با روحیه جدی است؛ در جایی که مملو از جنجال است، بدون جنجال کارها را به پیش برد؛ که کار شگفت‌آوری است. ژنرال، می‌خواهم بابت کارهای عالی که انجام دادی به تو تبریک بگویم. ما مشتاقانه منتظریم کار بهتری از شما در این سمت ببینیم.»

## فرماندهی جنوبی ایالات متحده

### مصاحبه با مؤسسه «اول حقوق بشر»

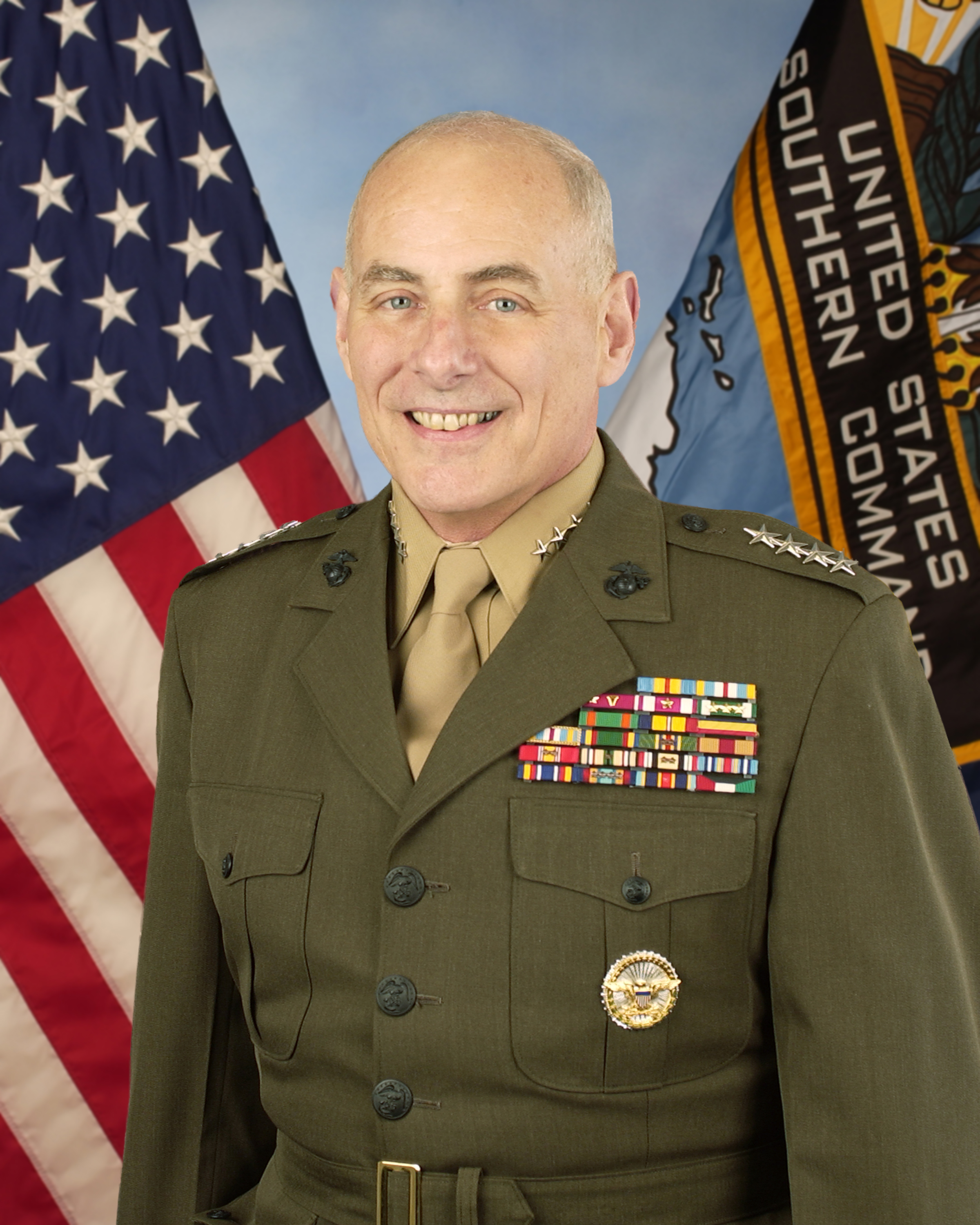

ژنرال جان کلی در مصاحبه‌ای که با مؤسسه «اول حقوق بشر» (انگلیسی: Human Rights First) در دسامبر ۲۰۱۴ داشت ازدغدغه‌های حقوق بشری خود صحبت کرد و گفت «ما در فرماندهی جنوبی ایالات متحده تنها نیرویی هستیم که دفتر حقوق بشر داریم و به آموزش حقوق بشری نیروهای خود و کشورهای منطقه می‌پردازیم و با مواد مخدر مبارزه می‌کنیم و به دولت‌های آمریکای جنوبی مشاوره می‌دهیم و بنده شخصاً به رعایت حقوق انسان‌ها اعتقاد دارم و هیچ توجیهی برای نقض آن وجود ندارد و نیروها باید برای اعمال خود پاسخگو باشند» او در مورد سؤال که بیان شد «شما در مورد رفتار بدی که با پناهندگان و از طرف ارتش می‌شود چه نظری دارید؟» بیان کرد «این مسئله مربوط به واحدهای ما نمی‌شود و هر زمانی که دربارهٔ آن صحبت می‌کنیم به ما می‌گویند که این مسئله به -واحد- شما ارتباطی ندارد ولی به نظر من کسانی که از شرایط جنگی و نا امنی فرار می‌کنند باید امکاناتی داده شود و به شکل انسانی با آنها برخورد شود». وی ادامه داد «اگر به آنها رسیدگی شود و آموزش داده شوند و با آنها رفتار مناسبی شود به انسان‌های بهتری تبدیل می‌شوند و می‌توانند در بازگشت به پیشرفت کشورشان کمک کنند». او در نهایت گفت «زمانی که در عراق، به دلیل برنامه نفت در برابر غذا صنعت کشاورزیش نابود شده بود ما -ارتش-از دانشگاه‌های آمریکا افراد متخصصی استخدام کردیم که صنعت کشاورزی و دامداری عراق را احیا کنند و همه بر ما خرده گرفتند که در مسایلی که به ما ارتباط ندارد مداخله می‌کنیم ولی بنده شخصاً به کاغذ بازی اعتقاد ندارم»

## زندگی شخصی
یک پسر کلی که تفنگدار دریایی بود در افغانستان کشته شد. او بدین ترتیب عالی رتبه‌ترین نظامی شد که فرزندش در عراق یا افغانستان کشته شده‌است. یک پسر دیگر او نیز در سپاه تفنگداران دریایی است.